# برایان تامپسون
برایان تامپسون (انگلیسی: Brian Thompson؛ زادهٔ ۲۸ اوت ۱۹۵۹) یک هنرپیشه اهل ایالات متحده آمریکا است.
از فیلم‌ها یا برنامه‌های تلویزیونی که وی در آن نقش داشته است می‌توان به جو دِرْت، نابودگر، مورتال کامبت: نابودی، شیردل، کبرا، فرمان، قهرمان اکشن، تد و ونوس و سه رفیق اشاره کرد.